# Pulaski (Nova York)
Pulaski és una població dels Estats Units a l'estat de Nova York. Segons el cens del 2000 tenia 2.398 habitants.

## Demografia
Segons el cens del 2000, Pulaski tenia 2.398 habitants, 1.034 habitatges, i 585 famílies. La densitat de població era de 281,4 habitants per km².
Dels 1.034 habitatges en un 29,5% hi vivien nens de menys de 18 anys, en un 40,1% hi vivien parelles casades, en un 12,3% dones solteres, i en un 43,4% no eren unitats familiars. En el 37,1% dels habitatges hi vivien persones soles el 20,4% de les quals corresponia a persones de 65 anys o més que vivien soles. El nombre mitjà de persones vivint en cada habitatge era de 2,3 i el nombre mitjà de persones que vivien en cada família era de 3,05.
Per edats la població es repartia de la següent manera: un 25,3% tenia menys de 18 anys, un 8% entre 18 i 24, un 27,1% entre 25 i 44, un 21,4% de 45 a 60 i un 18,1% 65 anys o més.
L'edat mediana era de 38 anys. Per cada 100 dones de 18 o més anys hi havia 81,5 homes.
La renda mediana per habitatge era de 28.977 $ i la renda mediana per família de 40.089 $. Els homes tenien una renda mediana de 34.850 $ mentre que les dones 23.913 $. La renda per capita de la població era de 16.458 $. Entorn del 12,1% de les famílies i el 15,6% de la població estaven per davall del llindar de pobresa.